# Dirt Rally 2.0
Dirt Rally 2.0 è un videogioco di guida rallistico pubblicato da Codemasters il 26 febbraio 2019 (22 febbraio 2019 per chi ha ordinato la Deluxe Edition).
Il videogioco segue Dirt Rally e prosegue sulla strada impostata col primo capitolo, che punta ad essere il titolo di riferimento di simulazione rally. Rispetto al primo capitolo, sono stati ingaggiati dagli sviluppatori dei piloti reali per riuscire ad avere feedback relativi al comportamento della vettura nel suo intero sui vari terreni.
La fisica dunque risulta migliorata, come il rendimento visivo degli ambienti presenti, nettamente migliorati. Sono sei le location iniziali per i rally, con aggiunta di altre con i DLC programmati ogni settimana dopo il lancio per un periodo già deciso, come i contenuti. Oltre alla modalità rally, che vedrà protagoniste auto dagli anni '60 sino ad oggi, sarà presente con licenza FIA, la modalità che ricrea il mondiale rallycross 2018. Codemasters ha inoltre annunciato che dall'estate 2019 supporterà il VR.

## DLC
Per il videogioco sono stati rilasciati numerosi DLC (contenuti aggiuntivi a pagamento), raggruppati in 4 stagioni (seasons).
Tra Novembre 2019 e Gennaio 2020 con il lancio del DLC "Season 4" sono stati aggiunti circuiti e veicoli per quanto concerne il rallycross ricreando il campionato del mondo 2019.
Il 24 Marzo 2020 è stato lanciato il "Colin McRae Flat Out Pack" che consente di ripercorrere, giocando alcuni scenari, i passaggi più importanti della carriera del campione del mondo scozzese; viene inoltre aggiunto il Rally di Scozia oltre che alcuni veicoli e livree con cui ha corso il pilota.
Il 27 Marzo 2020 è stata rilasciata l'edizione "Game of the Year" che contiene tutti i DLC precedentemente usciti unitamente al "Colin McRae Flat Out Pack".
| Periodo       | Pubblicazione              | Località                                                                               | Vetture |
| ------------- | -------------------------- | -------------------------------------------------------------------------------------- | --- |
| Marzo 2019    | Stagione 1                 | Rally di Monte Carlo Rally di Germania Rally di Svezia                                 | Citroën C4 WRC Škoda Fabia WRC BMW M1 Procar Opel Manta 400 Ford Focus RS WRC 2007 Subaru Impreza WRC 2008                                                                               |
| Giugno 2019   | Stagione 2                 | Rally del Galles Rallycross di Lettonia (Bikernieki) Rallycross di Germania (Estering) | Peugeot 205 T16 Rallycross Ford RS200 Evolution Porsche 911 SC RS Lancia Rally 037 Evo2 Lancia Delta S4 Rallycross MG Metro 6R4 Rallycross                                               |
| Agosto 2019   | Stagione 3                 | Rally di Grecia Rally di Finlandia Rallycross di Abu Dhabi (Yas Marina)                | Subaru Impreza WRC 2001 Ford Focus RS WRC 2001 Peugeot 306 Maxi Seat Ibiza Kit Car Volkswagen Golf GTI Kit Car Peugeot 206 WRC                                                           |
| Novembre 2019 | Stagione 4                 | Rallycross del Sudafrica (Killarney) Rallycross di Gran Bretagna (Lydden Hill)         | Renault Clio RS Rallycross Renault Mégane RS Rallycross Ford Fiesta Mk8 Rallycross Peugeot 208 WRX Ford Fiesta Mk7 Rallycross Ford Fiesta RXS Evo 5 Audi S1 EKS RX quattro Seat Ibiza RX |
| Marzo 2020    | Colin McRae: FLAT OUT Pack | Rally di Scozia                                                                        | Subaru Legacy RS Subaru Impreza WRC 1998 |